# Демократия в США

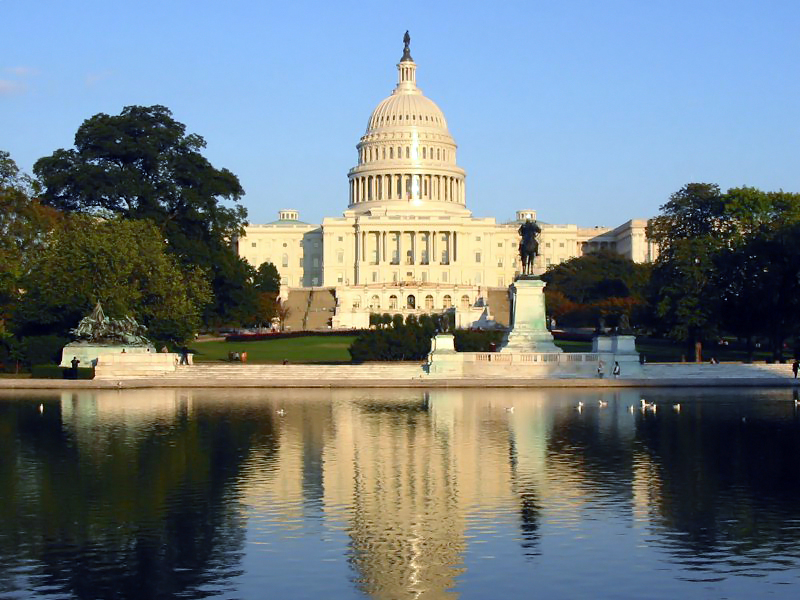
Здание Капитолия в Вашингтоне

Создание США в 1776 году стало первой в истории человечества попыткой реализации идеи демократии в масштабе целой страны, а не города-государства. Эта идея получила отражение в Декларации независимости и принятой в 1787 году Конституции США:
Мы исходим из той самоочевидной истины, что все люди созданы равными и наделены их Творцом определёнными неотчуждаемыми правами, к числу которых относятся жизнь, свобода и стремление к счастью. Для обеспечения этих прав людьми учреждаются правительства, черпающие свои законные полномочия из согласия управляемых. В случае, если какая-либо форма правительства становится губительной для самих этих целей, народ имеет право изменить или упразднить её и учредить новое правительство, основанное на таких принципах и формах организации власти, которые, как ему представляется, наилучшим образом обеспечат людям безопасность и счастье.Декларация независимости США

## История
Когда в 1831 году США посетил Алексис де Токвиль, на него произвели глубокое впечатление баланс между личной свободой и религией, частной собственностью и равенством, равноправием и справедливостью, индивидуализмом и общественной жизнью, сильной властью и децентрализацией. Токвиль провозгласил США демократией, хотя по сегодняшним меркам едва ли это было бы возможно по отношению к стране, где практикуется рабство, коренное население загнано в резервации, а женщины лишены избирательного права.
Американская модель демократии создавалась под специфические историко-культурные условия, и попытки скопировать её в других странах успеха не имели. Главным образом это связано с тем, что федеральное правительство было создано штатами, которые длительное время существовали в качестве колоний с высокой степенью автономии. Это отразилось на американской системе, особенностями которой являются идеологическая гибкость, не имеющие жёсткой дисциплины партии и политика, ориентированная на местные нужды.
Прежде всего, основатели («отцы-основатели») американской политической системы опасались концентрации государственной власти. Поэтому, согласно Конституции США, в основе американской политической системы лежит принцип разделения властей. Верховный законодательный орган (Конгресс США) и высшая исполнительная должность (Президент США) являются выборными. Начиная с 1951 года, период пребывания президента у власти ограничен двумя четырёхлетними сроками. Суд имеет высокую степень независимости от других ветвей власти, хотя идеологические предпочтения судей иногда сказываются на принятых постановлениях. Значительная власть оставлена за штатами, которые имеют свои конституции и где законодательные собрания, губернаторы, а в большинстве штатов — и верховные судьи, также периодически избираются. Региональные и местные правительства обладают сильной властью и способны противостоять федеральному правительству; в частности, большинство вопросов правопорядка, образования, семейного права и землепользования решаются штатами. На местном уровне к выборным должностям могут относиться не только депутаты представительных органов, мэр и мировой судья, но и прокурор, шериф, ревизор, глава налоговой службы, члены советов по образованию и др. В целом из полумиллиона выборных должностных лиц в США менее 8500 относятся к федеральному и региональному уровню, а остальные работают в местных органах самоуправления.
В некоторых штатах проводятся референдумы, круг вопросов которых может включать налоги, политику борьбы с дискриминацией, права иммигрантов, отзыв выборных лиц. Критики прямой демократии утверждают, что референдумы могут приводить к непоследовательной политике, снижать значение институтов представительной демократии и ослаблять политические партии.
Если бы люди были ангелами, в

государстве не было бы необходимости
Для американской демократии характерно недоверие не только ко власти, но и к народу. Её особенностью является наличие институтов, сдерживающих власть большинства и относительно слабо зависящих от него. К таким институтам относятся, прежде всего, Верховный суд США и Сенат США. Заметную общественную роль играют неправительственные организации и частный бизнес, в особенности свободные и разнообразные средства массовой информации.

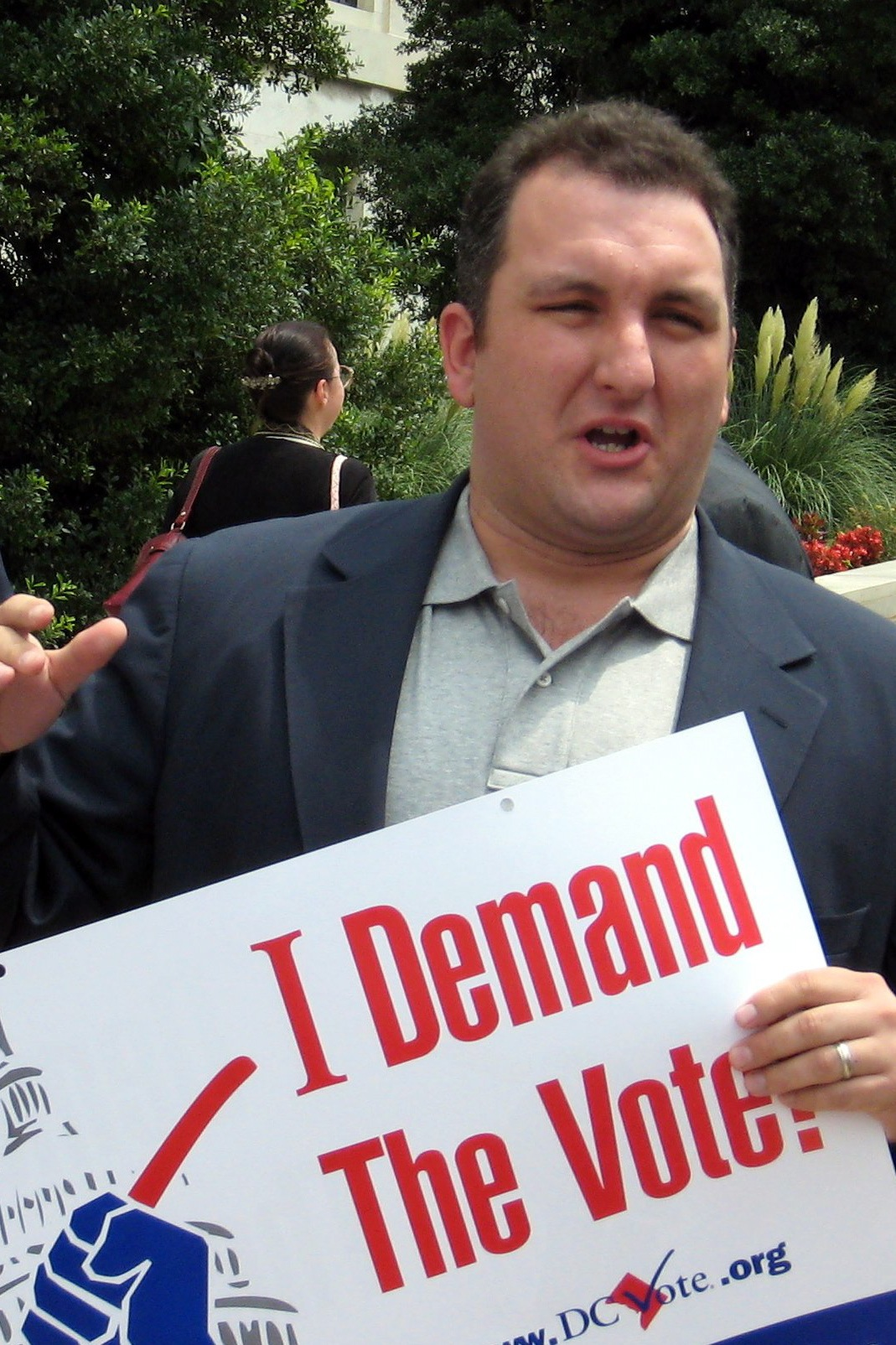
Митинг за предоставление права голоса на выборах в Конгресс для жителей Округа Колумбия (2007 год)

Поначалу народный суверенитет вызывал настолько сильные опасения, что отдельные идеологи США намеревались ограничить избирательное право имущественным цензом, и некоторые штаты так и поступили. Как объяснял Бенджамин Франклин, лица, которые не владеют земельными участками, составляют мигрирующее население и слишком слабо связаны с благосостоянием штата, чтобы обладать привилегией голосовать на выборах. Джон Адамс полагал, что если власть окажется под контролем большинства населения, они вначале отменят долги, затем введут высокие налоги на богатых и наконец поделят поровну всё остальное. Тем не менее избирательное право стало распространяться на всех белых мужчин к концу 1850-х, а на всех взрослых граждан США ещё спустя 100 лет. Избирательные списки составляются путём добровольной регистрации граждан, поэтому в большинстве штатов для участия в голосованиях гражданам необходимо зарегистрироваться. Кроме того, отдельные регионы до сих пор не имеют собственных представителей в Конгрессе с правом голоса: Вашингтон, Пуэрто-Рико, Гуам.
Исторически выборы были прямыми и проводились по мажоритарной системе путём открытого голосования, за исключением выборов Президента США, которые были непрямыми. В настоящее время стандартом считается тайное голосование и по-прежнему преобладает использование мажоритарной системы. Несмотря на непрямой характер выборов Президента, за всю историю были лишь единичные случаи, когда отдельные делегаты Коллегии выборщиков (недобросовестные выборщики) голосовали против воли избирателей или воздерживались от голосования. Выборы Президента сопровождаются наиболее высокой явкой избирателей, поскольку от их исхода зависит проводимая внутренняя и внешняя политика.
Мажоритарная избирательная система стимулировала создание двух противоборствующих коалиций. На рубеже XIX века последователи Томаса Джефферсона защищали интересы фермеров и делали упор на разделении властей, в особенности на законодательной власти. Им противостояли федералисты, возглавляемые Александром Гамильтоном, которые отражали интересы городской буржуазии, поддерживали сильную судебную власть и предпочитали энергичное правительство. Вскоре на основе обеих коалиций возникли две крупные партии. По мере появления новых актуальных политических и социально-экономических проблем, менялся состав образующих ведущие партии коалиций и их избирательная база. В середине 1850-х в американском обществе возник раскол вокруг вопроса о рабовладельчестве на западных территориях страны. Стала набирать силу третья партия, республиканская, которая вытеснила партию вигов. Тем не менее, конфликт не удалось решить демократическими способами, и в 1861 году вспыхнула гражданская война. Окончание войны привело не только к ликвидации рабства, но и к формальному запрету дискриминации в обеспечении избирательного права. Война также способствовала переосмыслению демократии. В своей Геттисбергской речи Президент Авраам Линкольн сказал, что одним из источников свободы для американской нации является «правительство из народа, созданное народом и для народа».
С 1860-х в американской политике доминируют демократическая и республиканская партии, каждая из которых пользуется поддержкой широкого спектра политических движений. Президентом США становился кандидат то от демократов, то от республиканцев. На местном и региональном уровнях одной из партий иногда удаётся удерживать преимущество на протяжении длительного периода, хотя внутри доминирующей партии по-прежнему возможна конкуренция между различными группами, составляющими коалицию. Основные права электорального меньшинства защищаются различными способами, прежде всего, федеральным правительством. Усилению других партий препятствует не только мажоритарная система, но и ряд положений в законодательстве. Несмотря на это, более мелкие партии и независимые кандидаты иногда оказывали влияние на проводимую политику, и подобные эпизоды имели место на всех уровнях власти.
На рубеже XX века в обществе стала расти озабочённость концентрацией власти в руках крупных частных корпораций. Американское прогрессивное движение поставило своей целью усиление надзора над соблюдением законов и усиление контроля над осуществляемой государством политикой. В результате реформ, женщины получили право голоса, Сенат США стал формироваться на основе прямых выборов, партии стали в обязательном порядке проводить предварительные выборы, шире стали практиковаться референдумы, повысилась управляемость местных властей и их подотчётность выборным лицам. Движение также дало начало традиции нетерпимости американцев по отношению к коррупции чиновников, управляющих частных корпораций, профсоюзных лидеров и любых других власть имущих. Активную роль в разоблачении злоупотреблений играет пресса и другие СМИ. Ряд агентств, занимающихся аудитом и расследованием действий органов власти, почти не подверженны политическому влиянию. Однако в последние годы лоббирование выборных лиц и спонсирование их избирательных кампаний со стороны различных кругов негативного сказалось на восприятии правительства.
Первые британские поселенцы (пуритане) прибыли в Новый Свет на корабле «Мейфлауэр» ради свободы вероисповедания. Сегодня в стране можно найти приверженцев любых крупных религиозных направлений (а также многих мелких), причём посещаемость церквей остаётся сравнительно высокой. В то же время конституция запрещает государству оказывать предпочтение той или иной конфессии и субсидировать церкви. Религиозные круги играют активную роль в политике по таким вопросам, как однополые браки, аборты, права человека и иммиграция.

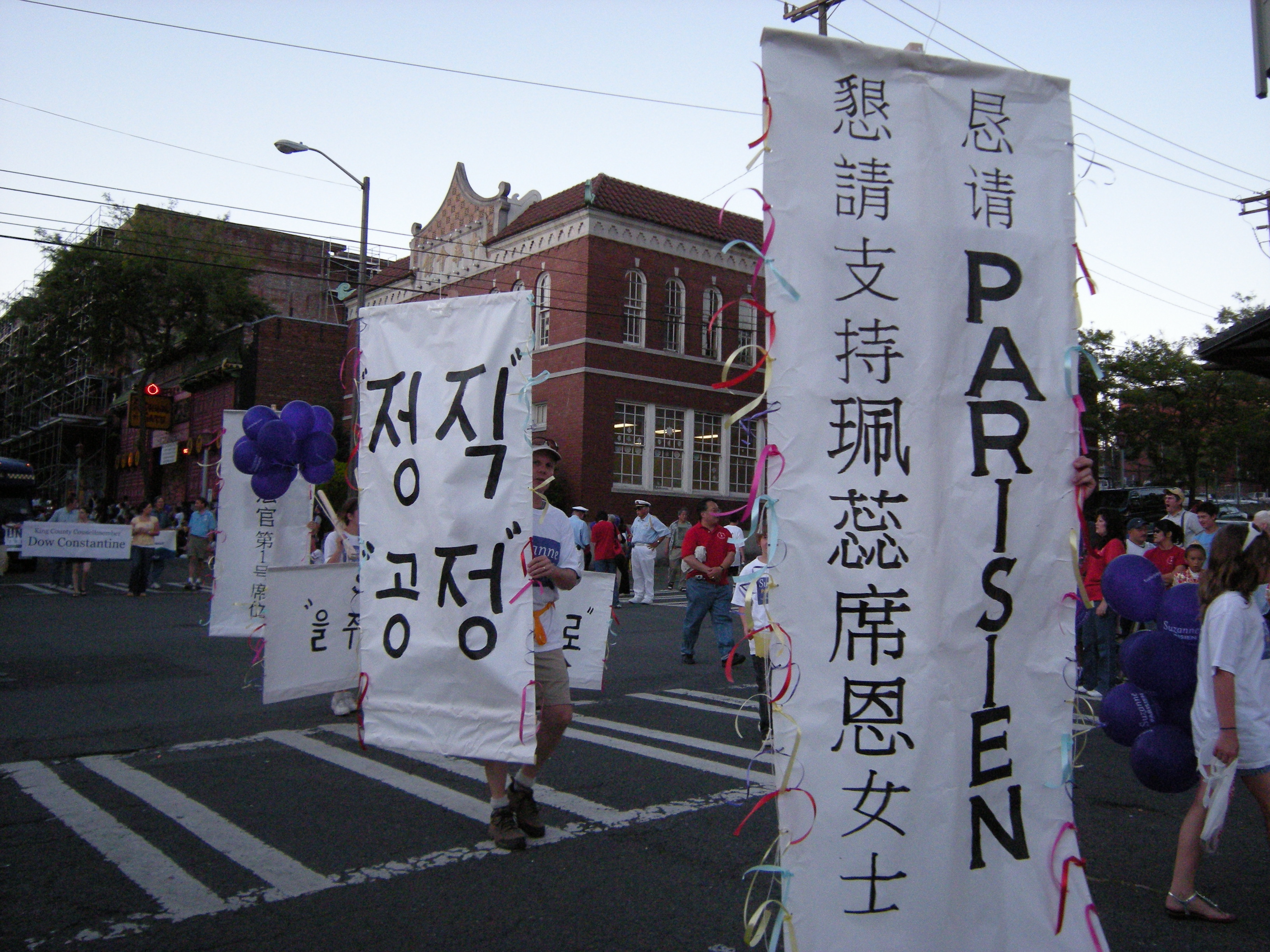
Агитация на китайском и корейском языках накануне выборов судьи в Сиэтле (2008 год)

Хотя большинство населения страны являются потомками иммигрантов, в истории были различные случаи, когда расовые и этнические группы подвергались дискриминации со стороны властей: негры, индейцы, китайцы, мексиканцы, японцы и др. В середине 1960-х была проведена реформа иммиграционного законодательства, предоставившая широкую защиту от дискриминации. Новые иммигранты как правило сохраняют свои культурные обычаи, в то время как их потомки ассимилируются. Постоянно проживающие на территории страны иностранцы не имеют права участвовать в федеральных выборах, однако до конца XIX века они имели право голоса на многих местных выборах. В последнее время вопрос об участии иностранцев в местных выборах вновь стал предметом дискуссий и референдумов.
США является членом ОБСЕ и позволяет международным наблюдателям осуществлять надзор за выборами, но ряд штатов (Алабама, Аляска, Флорида, Айова, Мичиган, Миссисипи, Огайо, Пенсильвания, Теннесси, Техас) имеют законы, ограничивающие доступ международных наблюдателей к избирательным участкам. В нескольких штатах законодательно запрещена видео и фотосъемка внутри избирательных участков, либо съемка заполненного бюллетеня с проставленной отметкой напротив какого-либо кандидата.
В большинстве штатов, преступники в течение срока отбывания наказания не имеют права участвовать в выборах. В США более двух миллионов заключённых, в последние годы это число росло, несмотря на тенденцию к снижению преступности. Озабоченность вызывают преобладание расовых меньшинств среди обвиняемых по уголовным делам, связанным с тяжкими преступлениями, такими как убийства, изнасилования, разбойные нападения, сохранившаяся практика применения смертной казни, высокое число осуждённых за преступления связанные с наркотиками, длительные сроки заключения, в частности среди несовершеннолетних преступников, условия содержания в тюрьмах.
Одним из активно обсуждаемых вопросов является идентификация избирателя во время голосования. Республиканцы считают, что участники голосования должны предъявлять удостоверение личности с фотографией, чтобы снизить риск фальсификаций. Демократы утверждают, что такой риск в реальности минимален и что подобные требования на практике лишат избирательного права тех граждан, у которых удостоверения личности нет (как правило, это расовые меньшинства).
Федеральный закон гарантирует профсоюзам право участвовать в коллективных переговорах с работодателями, а также гарантирует право на забастовку. В настоящее время менее 8 % рабочей силы состоят в профсоюзах. Процесс организации профсоюзов осложняется ограничениями трудового законодательства, политикой Национального совета трудовых отношений и сопротивлением со стороны частного бизнеса. Несмотря на свой институциональный спад, профсоюзы продолжают играть активную роль в избирательной политике.
Право на частную собственность рассматривается как неотъемлемая часть американского образа жизни и тщательно охраняется законом. Государство активно поощряет частное и коллективное предпринимательство. Соединенные Штаты являются обществом, которое предлагает широкий доступ к экономическому и социальному развитию и выступает за политику равенства возможностей. Исторически сложилось так, что возможности для экономического развития сыграли ключевую роль в успешной ассимиляции новых иммигрантов. Однако в последнее время отмечается растущее социальное неравенство, а среди других развитых демократических стран США является единственной с широким низшим классом, который политически неактивен и не играет значительной роли в экономической жизни страны.
Понятие об американской политической системе закладывается в школе, где учащиеся изучают конституцию и работы идеологов страны. Там же объясняются принципы системы: что правительство должно быть сменяемым и подотчётным гражданам, что перед законом все граждане равны, что государство должно занимать нейтральную позицию по отношению к религии, что в стране должна быть свободная конкуренция идей. Согласно проведённому в 2000 году опросу, 89 % американцев выразили поддержку демократии, хотя в то же время 30 % отнеслись положительно к наличию сильного лидера, который может позволить себе не беспокоиться о взаимодействии с парламентом и выборах.

## Уровень демократии в США
Оценки уровня демократии в США варьируются от практического её отсутствия до почти идеальной демократии, понимаемой как «очищенный» вариант реально существующих систем.
Ниже приведены значения индексов демократии в США по различным методикам в области сравнительной политологии, а также значение индекса для идеальной демократии согласно методике.
| Методика                                              | Местоположение организации | Год  | Идеальная демократия | США          |
| ----------------------------------------------------- | -------------------------- | ---- | -------------------- | ------------ |
| Freedom House                                         | США                        | 2018 | 10                   | 15           |
| Индекс демократии (Economist) журнала «The Economist» | Великобритания             | 2018 | 10                   | 7,96         |
| Polity IV                                             | США                        | 2017 | 10                   | 8            |
| SGI                                                   | Германия                   | 2018 | 10                   | 7,4          |
| Democracy Barometer                                   | Швейцария                  | 2005 | 10                   | 7,34         |
| CNTS Data Archive                                     | США                        | 2006 | 10                   | 0,9166666666 |

## Влияние капитала на демократию США
В США реализуется принцип равенства голосов, однако некоторые полагают, что влияние капитала на ход выборов остаётся значительным. По оценкам китайского таблойда Хуаньцю шибао, принадлежащего Коммунистической партии Китая, на выборах президента США 2012 года был достигнут уровень 5,5 миллиардов долларов. Источники финансирования выборных кампаний варьируются в зависимости от кандидата. Так, частные взносы населения в пользу Барака Обамы составили 68 % всех полученных им денег, причём больше половины пожертвований были меньше $200; 23 % он получил от партии, и только 7 % средств пришли через Super PAC.
С другой стороны, писатель и блогер Том Энгельгардт считает, что в США выделились два крупных политических клана — Буши и Клинтоны — чьи выборные кампании спонсируются небольшой группой миллиардеров и миллионеров. Энгельгардт подчёркивает, что в США выделилась отдельная каста таких «спонсоров», которые вкладывают огромные деньги в предвыборные кампании «нужных» кандидатов.

## Сноски
1. ↑  Dahl R. A. Democracy // International Encyclopedia of the Social & Behavioral Sciences / Ed. N. J. Smelser, P. B. Baltes. Oxford: Elsevier, 2001. ISBN 0-08-043076-7
2. ↑  Линц Х. Дж. Достоинства парламентаризма Архивная копия от 9 июня 2011 на Wayback Machine // Век XX и мир. Пределы власти. № 2-3, 1997.
3. ↑  "Один из самых темных дней в истории США": мировые СМИ о захвате Капитолия и будущем Дональда Трампа Архивная копия от 7 января 2021 на Wayback Machine, BBC, 7.01.2021
4. 1 2 3 4 5 6 7 8 9  Freedom House. Freedom in the World 2010. United States of America Архивная копия от 18 августа 2010 на Wayback Machine (англ.)
5. 1 2  Zakaria F. The Rise of Illiberal Democracy Архивная копия от 19 апреля 2009 на Wayback Machine (англ.) // Foreign Affairs. November-December, 1997.
6. ↑  "The American system is based on an avowedly pessimistic conception of human nature, assuming that people cannot be trusted with power" (F. Zakaria)
7. ↑  Franklin B. Observations on Passages in "A letter from a Merchant in London to his Nephew in North Amercia"
8. ↑  Adams J. Defense of the Constitutions of Government of the United States of America.
9. ↑  Мармилова Е. П. О современных проблемах применения закона об избирательных правах 1965 года в США Архивная копия от 2 декабря 2018 на Wayback Machine // Каспийский регион: политика, экономика, культура. 2014. № 3 (40). С. 056-062.
10. ↑  Delegates and Resident Commissioners Архивная копия от 14 ноября 2018 на Wayback Machine (англ.)
11. ↑  Hayduk R., Wucker M. Immigrant Voting Rights Receive More Attention Архивная копия от 6 августа 2010 на Wayback Machine (англ.) // Migration Information Source. 2004.
12. ↑  OSCE/ODIHR, 2013, с. 19.
13. ↑  State Law: Documenting the Vote 2012 Архивная копия от 17 мая 2014 на Wayback Machine (англ.)
14. ↑  American Civil Liberties Union. Felony disenfranchisement laws Архивная копия от 31 марта 2019 на Wayback Machine (англ.)
15. ↑  OSCE/ODIHR, 2013, с. 10.
16. ↑  Inglehart R. How sold is mass support for democracy—and how can we measure it? Архивная копия от 22 августа 2011 на Wayback Machine (англ.) // East Asia Barometer Conference on "How East Asians View Democracy: The Region in Global Perspective." Taipei, December 8-9, 2003.
17. ↑  Gilens M., Page B. I. Testing Theories of American Politics: Elites, Interest Groups, and Average Citizens Архивная копия от 10 сентября 2014 на Wayback Machine. 2014-04-09
18. ↑  Тьерри Мейсан (2008). Хорошее шоу - еще не демократия. Архивная копия от 19 мая 2014 на Wayback Machine
19. 1 2  Freedom House. Freedom in the World 2018. United States Архивная копия от 27 января 2018 на Wayback Machine (англ.)
20. 1 2  Polity IV. INSCR Data. Polity IV: Regime Authority Characteristics and Transitions Datasets Архивная копия от 11 февраля 2019 на Wayback Machine (англ.)
21. ↑  Dahl R. A. Democracy. Энциклопедия Британника. Chicago: Encyclopædia Britannica, 2007. Vol. 17, No. 179.
22. ↑  Economist Intelligence Unit. Index of Democracy 2018 Архивная копия от 10 января 2019 на Wayback Machine (англ.)
23. ↑  SGI Quality of Democracy. United States 2018 Архивная копия от 14 февраля 2019 на Wayback Machine (англ.)
24. ↑  Democracy Barometer Архивная копия от 20 апреля 2013 на Wayback Machine (англ.)
25. ↑  Banks A. S. Cross-National Time-Series Data Archive. 2009.
26. ↑  Американская модель демократии: недостатки становятся явными Архивная копия от 27 декабря 2015 на Wayback Machine // Хуаньцю шибао, 1 ноября 2012
27. ↑  Касьян А. Обама vs. Ромни: избирательная кампания в США в основных фактах Архивная копия от 30 сентября 2016 на Wayback Machine// Forbes.Ru. 2012-11-02
28. ↑  Том Энгельгардт: США превращается в плутократическое государство Архивная копия от 26 декабря 2015 на Wayback Machine // РИА Новости. 2015-03-23.